# Skočova Lhota
Skočova Lhota je malá vesnice, část obce Malá Roudka v okrese Blansko. Nachází se asi 1 km na východ od Malé Roudky. Prochází zde silnice II/372. Je zde evidováno 47 adres. Trvale zde žije 113 obyvatel.
Skočova Lhota je také název katastrálního území o rozloze 2,28 km2. Osadou protéká říčka Jevíčka.